# Ken Topalian
Kenneth James „Ken“ Topalian (armenisch Քենեթ Թոփալյան Keneth Topaljan; * 5. Juli 1963 in Pawtucket, Rhode Island, Vereinigte Staaten) ist ein ehemaliger armenischer Bobsportler. Bei den Olympischen Winterspielen 1994 in Lillehammer startete der US-Bürger armenischer Herkunft als erster Bobfahrer gemeinsam mit Joe Almasian als erster Bobfahrer für Armenien.

## Werdegang
Geboren in den Vereinigten Staaten war Topalian an der High School noch als Hürdenläufer aktiv, hörte aber mit dem Sport bereits während seines Studiums an der University of Rhode Island auf. Nach seinem Studium arbeitete Topalian in einer Autowerkstatt. Mit der Unabhängigkeit Armeniens plante er gemeinsam mit seinem Freund Joe Almasian, eine Zweierbob-Mannschaft für Armenien bei den Olympischen Winterspielen 1994 in Lillehammer aufzustellen. Inspiriert wurden sie dabei vom ehemaligen Profi Paul Varadian, welchen Topalian von der Armenian Youth Federation (AYF) kannte. Ab Ende 1992 trainierten Topalian und Almasian unter dem ehemaligen US-Bobfahrer Jim Hickey wöchentlich auf der Olympiabahn von Lake Placid. Zwei Wochen vor den Spielen erhielten beide mit der Zweitstaatsbürgerschaft ihre Startberechtigung durch die Armenische Regierung. Als bislang (Stand 2018) einzige olympische Bobfahrer Armeniens erreichte das Duo im Zweierbob den 36. Platz. Es blieb für beide aber der einzige internationale Start. Nach den Spielen zog sich Topalian komplett aus dem Sportbereich zurück und gründete mehrere Autohäuser und Autowerkstätten auf Rhode Island.